# Izvidniške enote
Izvidniške enote so posebej usposobljene in opremljene pehotne enote, katerih naloga je:
- prodirati pred glavnino lastnih sil,
- iskati najbolj primerne smeri prodora,
- iskati možne zasede,
- iskati sovražnikove enote,
- zaplesti se v krajše zadrževalne boje, dokler ne prispe glavnina ...

## Vrste pehotnih izvidniških enot
- klasične pehotne enote vojakov,
- oklepne izvidniške enote,
- zaradi svoje mobilnosti delujejo v tej vlogi tudi konjeniške enote.